# 二简字
二简字，是中国文字改革委员会继1950年代提出的《汉字简化方案》后，于1977年12月20日提出的《第二次汉字简化方案（草案）》中的简化汉字。二简方案分为两个表：第一表收录了248个简化字，推出后直接实行；第二表收录了605个简化字，共853字，推出后仅供讨论，没有直接实行。方案推出后饱受争议，最终于1986年6月24日被废除。
一般认为这个方案把一些不应该简化的字简化了，并且字被简化得过于简单，简化过头的生造简化字甚至失去汉字原有结构意义，社会上使用的“二简字”很多过于混乱。当时学者普遍认为：相比第一次简化的汉字，二简草案大多采取了通行于一种行业、一个地区的新简化字，约未全定，俗未全成，造成了二简字不能被广大人民所接受。并且当时受无产阶级文化大革命的影响，人们认为汉字是为工农兵服务的，知识分子是“臭老九”，所以简化汉字时并没有征求知识分子的意见，甚至没有经过文字改革委员会的表决，事实上不能算是“通过”。
在扫盲运动过后，中国大陆文盲数急剧减少，使得“汉字阻碍扫盲”一说失去理据。二简字推出后，迫使人们必须重新学习汉字写法，造成无谓负担。因此，中华人民共和国国务院認为“二简字”的简化不成功，於是废止了这个方案，并指出了“今后对汉字的改革要持谨慎态度，使汉字形体在一个时期内保持相对稳定，以利社会应用”。此后，根据社会上的用字情况，反而恢复了部分被淘汰的异体字。

## 历史

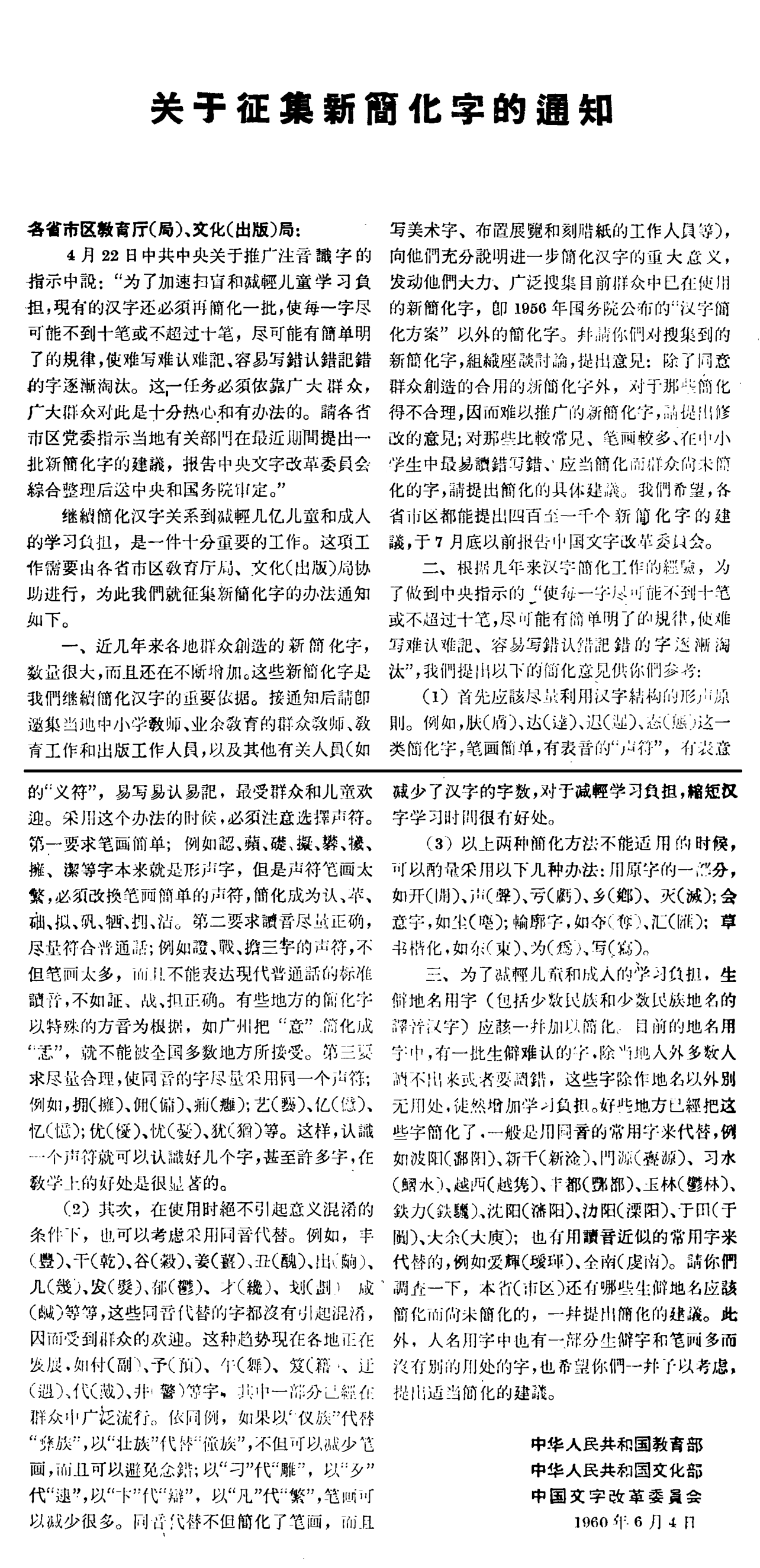
關於徵集新簡化字的通知

- 1960年4月22日，中國共產黨中央委員會《關於推廣注音識字的指示》稱「為了加速掃盲和減輕兒童學習負擔，現有的漢字還必須再簡化一批，使每一字儘可能不到十筆或不超過十筆，儘可能有簡單明瞭的規律」，「這一任務必須依靠廣大群眾，廣大群眾對此是十分熱心和有辦法的」，「請各省市區黨委指示當地有關部門在最近期間提出一批新簡化字的建議，報告中央文字改革委員會綜合整理後送中央和國務院審定」。[1]
- 1960年6月4日，教育部、文化部、中國文字改革委員會根據中央指示，聯合發出《關於徵集新簡化字的通知》。這份通知表示「近幾年來各地群眾創造的新簡化字，數量很大，而且還在不斷增加」，「我們希望，各省市區都能提出四百至一千個新簡化字的建議」，列舉簡化字創造方法，又附上當時出現的一些新簡化字例子：「如付（副）、予（預）、午（舞）、笈（籍）、迂（遇）、代（戴）、井（警）等字，其中一部份已經在群眾中廣泛流行」，並請各地提出生僻地名的簡化建議。[2]
- 1966年至1971年，文字改革工作受文化大革命影響停頓。[3]
- 1972年3月，中國科學院下設文字改革辦公室，負責人是葉籟士，恢復文字改革工作。[3]
- 1972年4月，《紅旗》雜誌第四期刊登郭沫若文章怎樣看待群眾中新流行的簡化字？，表示漢字改革是「時代潮流，不應禁止，也不能禁止」。文章發表後，文字改革辦公室在工廠、農村、機關、學校中深入調查。[3]
- 1972年7月，文字改革辦公室按照調查結果，開始擬訂《第二次汉字简化方案（草案）》。[3]
- 1973年6月17日，國務院同意恢復中國文字改革委員會。[3]
- 1975年5月15日，中国文字改革委员会拟出《第二次汉字简化方案（草案）》，并报请国务院审阅。[4]
- 1975年9月15日，國務院辦公廳傳達周恩來對《第二次漢字簡化方案（草案）》意見：「此事（簡化漢字）主席說了那麼長時間了，為什麼這一次才這麼一點？」「漢字簡化方案讓群眾討論提意見，這一條好。」[3]周恩来的批评让文改会和叶籁士大为紧张。文改会认为，《第二次汉字简化方案（草案）》第一稿中的111个字，是经过反复挑选的，大众已经使用的字，如果要再增加就只能生造了。但周恩来的指示文改会又不得不执行，于是方案又进行了近两年的修订工作，这也为日后方案饱受各界批评埋下了伏笔。[5]
- 1977年5月20日，中國文字改革委員會徵求各方面意見後，擬出《第二次漢字簡化方案（草案）》修訂稿，送交國務院審批。[3]
- 1977年10月31日，國務院批示指，《第二次漢字簡化方案（草案）》可在《人民日報》及各省、市、自治區一級報紙上發表，「徵求廣大工農兵群眾和各方面人士的意見」，第一表的簡化字「已在群眾中廣泛流行」，發表草案後即先行試用。[3]
- 1977年12月20日，《人民日报》、《光明日报》、《解放军报》及各省级行政区一级报纸发表《第二次汉字简化方案（草案）》，并广泛征求社会意见。《人民日報》發表社論《加快文字改革工作的步伐》，稱毛澤東1951年的指示「文字必須改革，要走世界文字共同的拼音方向」是「正確路線和方針」，「文字改革工作的首要任務，就是要為普及工農群眾的文化服務」，「繁難的漢字」影響了為四個現代化培養人材，「因此，文字改革工作必須加快步伐」，「為今後實現拼音化打下基礎」。次日，《人民日报》开始试用“二简字”。[4]
- 1978年3月4日，胡愈之、王力、周有光等23人联名写信给第五届全国政协秘书处和第五届全国人大第一次会议秘书处，要求第五届全国政协和第五届全国人大的主要文件不采用草案第一表的简化字。[4]
- 1978年4月到7月，中华人民共和国教育部、中共中央宣传部分别发出内部通知，在中小学课本、教科书和报纸、刊物、图书等方面停止使用第一表简化字。[4]
- 1980年6月27日，中國文字改革委員會第四次主任會議決定，組成11人的《第二次漢字簡化方案（草案）》修訂委員會，由王力和葉籟士主持修訂工作。委員會在1980年7月至1981年6月間一共舉行九次會議。[6]
- 1981年8月，中国文字改革委员会制定《第二次汉字简化方案（修订草案）》。[4]
- 1981年11月，印發10萬份《二簡修訂草案》，主要向全國政協、教育、郵電、出版、部隊系統徵求意見，為期兩個月。此次收回81888份意見，同意人數在8萬以上有17個字，在7萬至8萬之間有87個字，在6萬至7萬之間有7個字，又有不少人提議，認為《二簡修訂草案》收字太少，可以增收已流行的簡化字。[6]
- 1982年1月23日，中國社會科學院院長胡喬木在中國文字改革委員會主任會議，發表關於漢字改革工作的講話。[3]
- 1982年3月13日，文改會第八次主任會議，按照胡喬木講話精神，討論修訂《二簡修訂草案》及調整《漢字簡化方案》，決定兩項工作合併進行，並依照從全國徵集到意見情況，修訂《二簡修訂草案》。[6]修訂委員會根據主任會議決議，經反覆討論後，決定調整《漢字簡化方案》的6個簡化字，及保留《二簡修訂草案》的111個簡化字，將《二簡修訂草案》改名為《增訂漢字簡化方案（徵求意見稿）》。[3]
- 1984年2月，修訂委員會將《增訂漢字簡化方案（徵求意見稿）》及徵集到的意見，提交文改會主任會議審定。主任會議認為《漢字簡化方案》已經推行近三十年，又被馬來西亞、新加坡等國採用，所以不宜改動。[3]
- 1985年1月29日，文改會向胡喬木提交請示報告，不再調整漢字簡化方案的6個簡化字，保留二簡修訂草案的111個簡化字，準備請全國人大常委和全國政協常委討論後，再作修訂，然後報請國務院審批。2月1日，胡喬木對報告批示同意。此後，全國人大和全國政協召開各種會議討論，對於應否推出新一批簡化字意見分歧。[3]
- 1985年12月16日，國務院辦公廳發出通知，中國文字改革委員會改名為國家語言文字工作委員會。[3]
- 1986年1月6日至13日，國家教育委員會和國家語言文字工作委員會在北京召開全國語言文字工作會議，會議紀要指出，二簡字多次修訂仍未能定案，雖有一些簡化字比較合理，有助識字教學和文字使用，但對於出版物特別是多卷本的字典、詞典、百科全書和電子計算機的漢字字庫會造成很多困難，建議國務院批准正式廢止二簡字草案。[3]
- 1986年2月25日，國家語言文字工作委員會《關於廢止〈第二次漢字簡化方案（草案）〉和糾正社會用字混亂現象的請示》，指出《漢字簡化方案》中的簡化字推行多年後，人們仍不能準確使用，需要一段時間的消化，而且有多套大型工具書如《漢語大字典》、《漢語大詞典》、《中國大百科全書》已經或將要出版，以及電子計算機的漢字字庫已用芯片存儲，此時推行新簡化字會造成人力、物力、財力的巨大浪費，因此建議國務院批准廢止二簡字草案。[3][7]
- 1986年6月24日，国务院发出《国务院批转国家语言文字工作委员会〈关于废止《第二次汉字简化方案（草案）》和纠正社会用字混乱现象的请示〉的通知》，宣布废除“二简字”。[7]

## 简化方法
《第二次汉字简化方案（草案）》的简化方法看似比较混乱，但与《第一次汉字简化方案》的简化方法大致相同，主要有如下几种。

### 形聲字替換聲符
保留原字的形旁，把筆畫數多的声旁加以改造，換成用字形简单的同音字或音近字的聲旁。如：
用同一方法造出的一簡字如：（一簡字－繁體字），－。

### 会意造字
按照原字所表示的意义改造或新造。如：
同樣使用該方法簡化的一簡字如：（一簡字－繁體字）。

### 字形假借
即利用已有的字形简单的字代替，很多具有相同声旁的字只保留声旁。如：
其他的例如：（二簡字－規範簡化字）
桔－橘，帐（帳）－账（賬），咀－嘴，肖－萧（蕭），闫（閆）－阎（閻），兰（蘭）－蓝（藍）、篮（籃），予－预（預）、豫，欠－歉，令－龄（齡），复（復、複）－覆，园（園）－圆（圓），㺪－璞，垴（土改王）－瑙，练（纟改讠）－谏（諫），（缶又）－罐，邦－帮（幫），迭－叠（疊），迂－遇，交－跤，扇－煽、搧，付－副，杆（杆、桿）－秆（稈）、竿，太－泰。
其中某些如“桔－橘”、“帐（帳）－账（賬）”在现在的某些地方仍然通用。
用同一方法造出的一簡字如：（一簡字－繁體字）。
这种方法的一种特殊情况是二简字表中，一些同形旁联绵形声字省去形旁，假借原字独立成字的声旁。如多索-哆嗦、科斗-蝌蚪。用同一方法造出的一简字如：（一简字－繁体字）昆－崑，仑－崙

### 简省部分
即在不产生歧义的情况下，将原字的一部分省略。如：
用同一方法造出的一簡字如：（一簡字－繁體字），－。

### 变换部分
即保留原字大略的形状，进行部分结构的改造。甚至以不相關的符號取代原來的構件，此部分多由草書楷化。例如：
而这种简化方法饱受批评，如二简字将“展”简化为“尸”下加一横，在当时被形容为“尸横遍野”。
用同一方法造出的一簡字如：（一簡字－繁體字）。

### 例句
| 二简字              | 現行简化字（通用规范汉字表） | 傳統漢字（傳統印刷體） |
| ------------------- | ---------------------------- | ---------------------- |
|                     |                              |                        |
| 傳統漢字 （新字形） | 國字標準字體                 |                        |
|                     |                              |                        |

## 废除
“二简字”在书写上更加简单易行，但是后人认为它在构造上失去汉字造型美观的特点，重點是不易辨識。自《人民日报》开始试用“二简字”后，社会上使用“二简字”出现了混乱。很大程度上影响了汉字在国际语言中的形象，国内的很多专家和学者纷纷质疑此次简化。
1985年12月，国务院决定将中国文字改革委员会改名为国家语言文字工作委员会，强调国家语委要“促进语言文字的规范化、标准化”，这表明拼音化道路已被放弃。
1986年6月24日，“二简字”被国务院废除后《中华人民共和国国家通用语言文字法》规定“二简字”不属于规范用字。随后，国家语言文字工作委员会重新发表了《简化字总表》，共计2235个简化字，只对1964年编印的《简化字总表》中的6个字做了调整，沿用至今。第二次简化宣告彻底失败，自此以后，官方至今未提出过任何新的简化方案。
相對地，「一簡字」雖然亦部分存在「二簡字」的缺陷，推行時亦遭到不少學者質疑，而且其簡化也不如二簡字規則，但由于几乎全部的「一简字」的簡化字形都是历史俗字，加上以之進行了全國範圍內的掃盲，第一次簡化因而成功使用至今。
可以理解的是，二简字是在一片「拨乱反正」的呼声中，并未实行大规模地研究分析，仓促地制定和發佈的。二简字由于书写简单，在一定程度上提高了写字的速度，但它使不同漢字的外貌更為相近，增加了一些形近字，提高了辨別的難度。

## 影响
由于1970年代中华人民共和国政府对“二简字”发布和宣传的力度较强，并且在当时已经涉及到社会生活的诸多方面，包括媒体和报刊都使用“二简字”；加上“二简字”笔画少，书写简单，易于流行，在当时社会上已经非常广泛。而且，在一些地方“二简字”已经成为教学用字，因此给一部分学生留下了很深刻的印象。这些原因都造成了部分“二简字”在殘留在社会裏。然而，由於「二簡字」簡化得太厲害，難以辨認，當現在的人們閱讀回二簡試行時期的報刊資料，往往亦滿腦疑惑，不少經歷過繁體字、一簡字、二簡字的人寫的字「繁不繁，簡不簡」。
同時，因為「二簡字」對漢字原來筆畫和構成部分，作了很大幅度的減省，使人們認為可以以相同的方式書寫漢字，民間自造、亂造簡化字的風氣又再度盛行起來。這亦是「二簡字」帶來的不良影響。
《中華人民共和國國家通用語言文字法》的頒布，從法律上禁止了錯別字、異體字、二簡字和繁體字的應用。由於曾經在社會上“二簡字”被使用了一段時間，而且簡單易寫，廢止後的“二簡字”有時會出現在非公開的需要快速書寫的文本如筆記、病歷等，在公共場所也影響著現在的社會生活，市場、商場甚至路牌等重要場所都有出現二簡字。比如：市場中“鸡蛋”經常被寫作“鸡旦”，公共場所“停车”被寫作“仃车”，“早餐”被寫作“早歺”。
此外，由於部份內地人在移居香港時，二簡字尚未廢止，他們在與大陸通訊時仍不時使用二簡字。即使是日常公文裡，亦會把“副經理”簡化成為“付经理（「傅經理」的「傅」姓亦會俗寫成為「付」，見二簡字草案第二表）”。這亦是不少二簡字的習慣到現在還存在的原因。

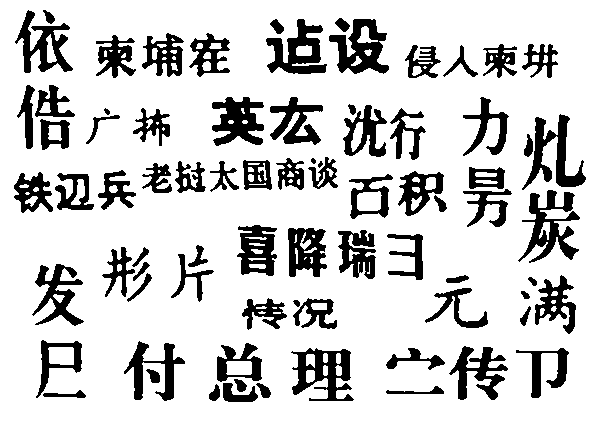
《人民日報》試用二簡字，字形怪異，令讀者困惑。「副總理」改為「付總理」，令人誤解為付姓總理。
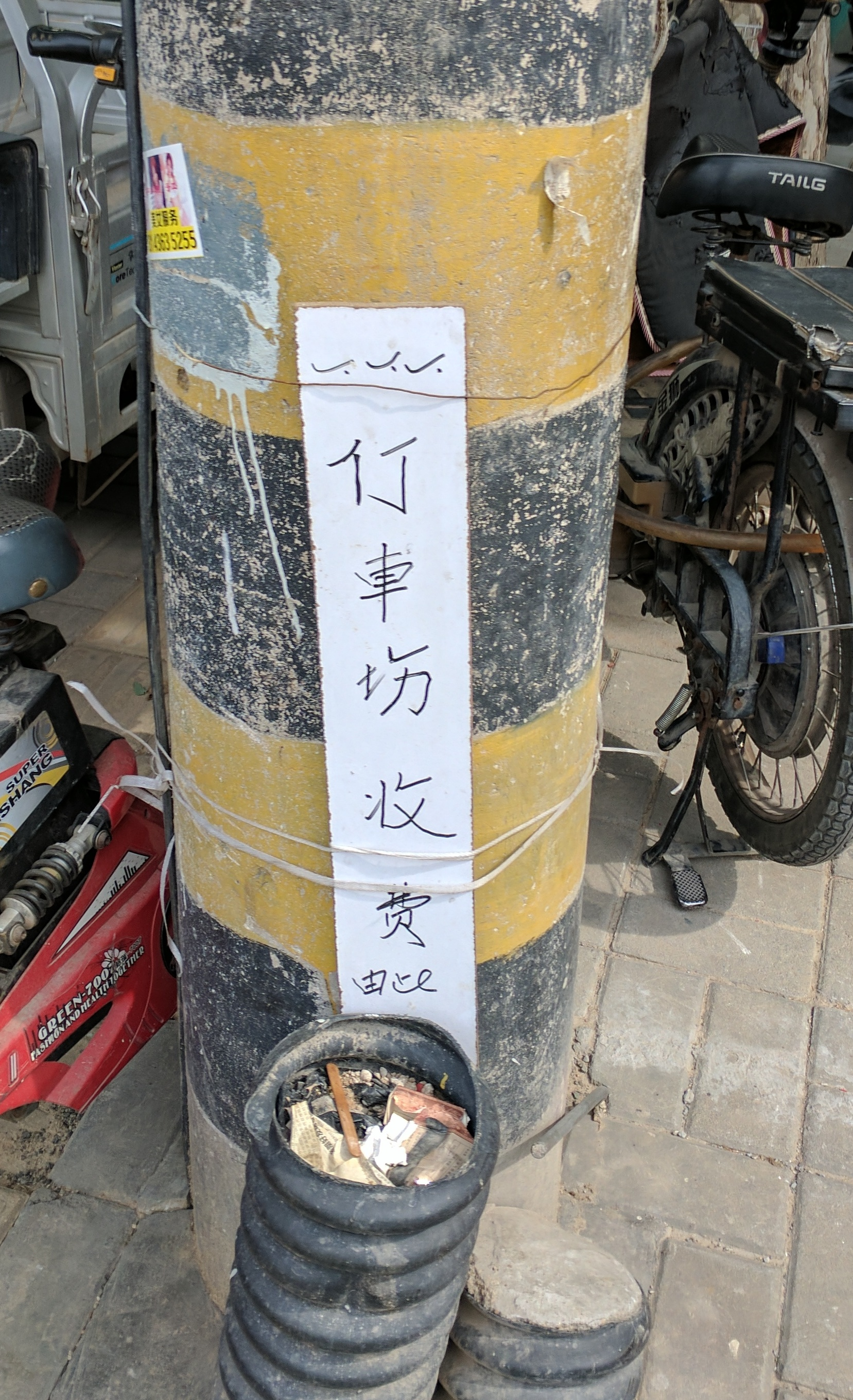
一处使用简体字、二简字、繁体字混写的告示。
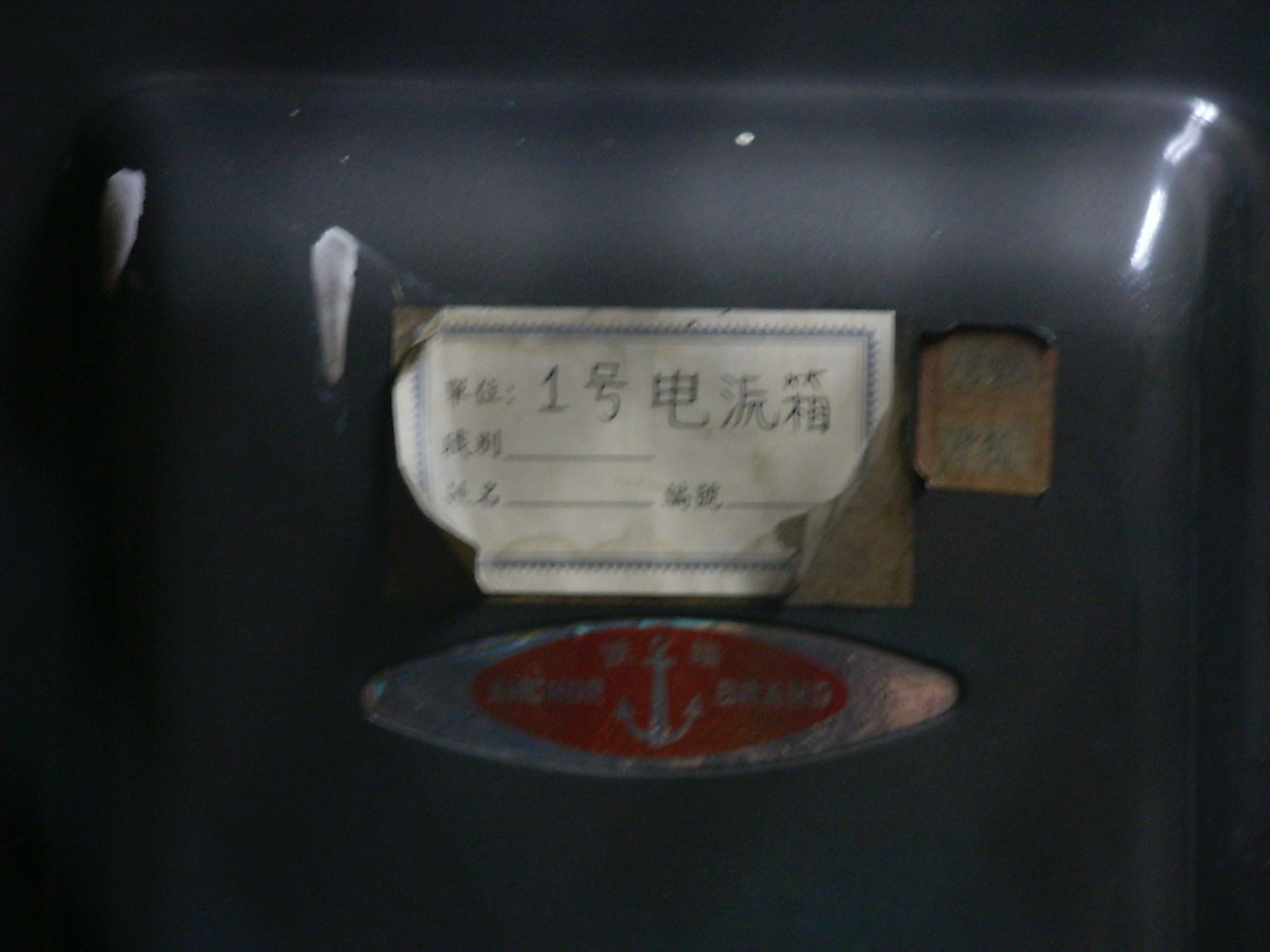
北京地铁1号线八角游乐园站变电箱上的一簡和二簡混雜的簡化字。其中，“号”、“电”均為一簡字（兩字實爲俗體）。而照片內的「源」字，是1981年二簡字修訂草案中，按「原」字的二簡字類推簡化；而原本的二簡字草案中，「源」字簡化為「沅」
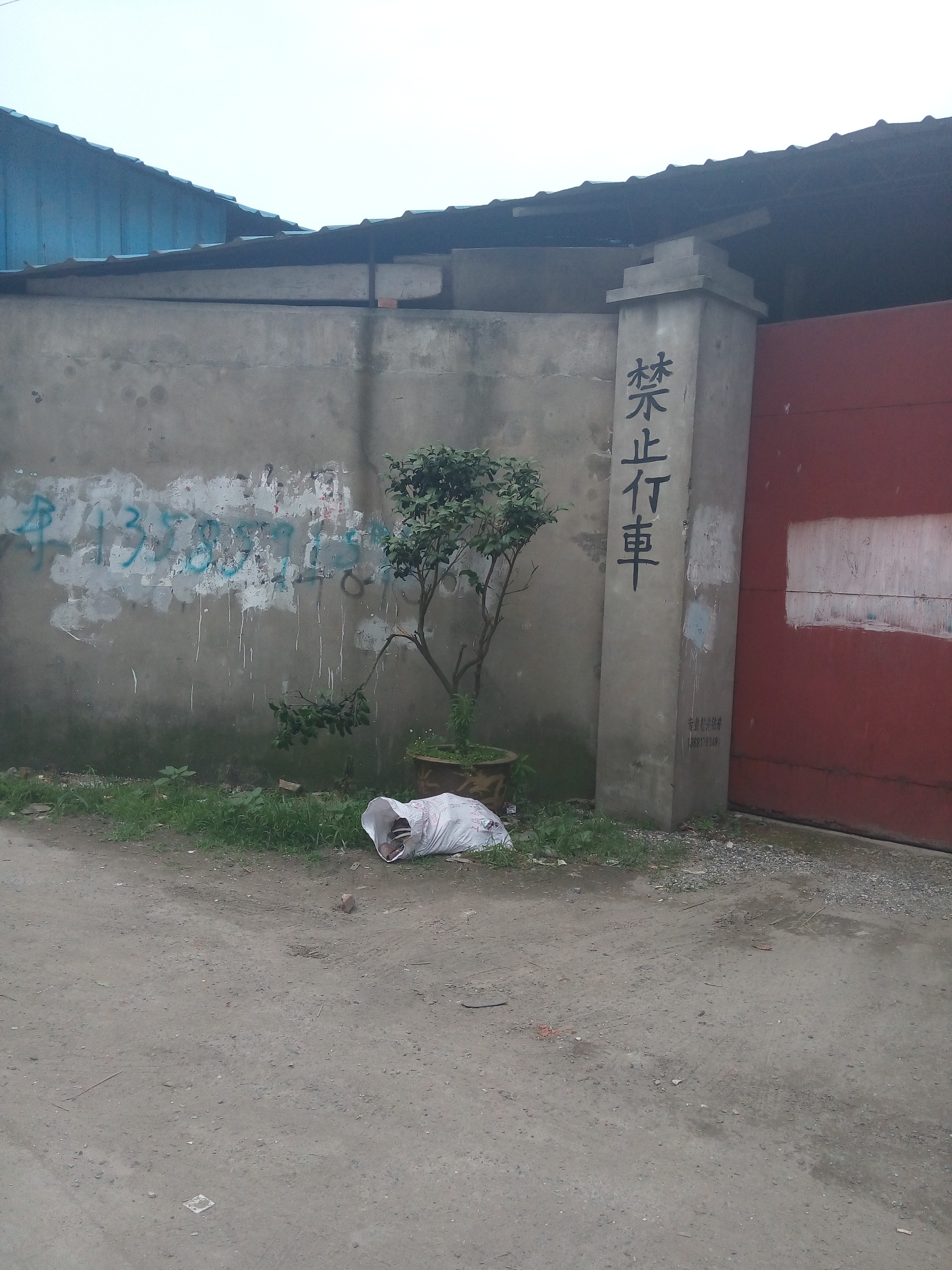
在上海的农村一个二简字和繁体字同时使用的例子
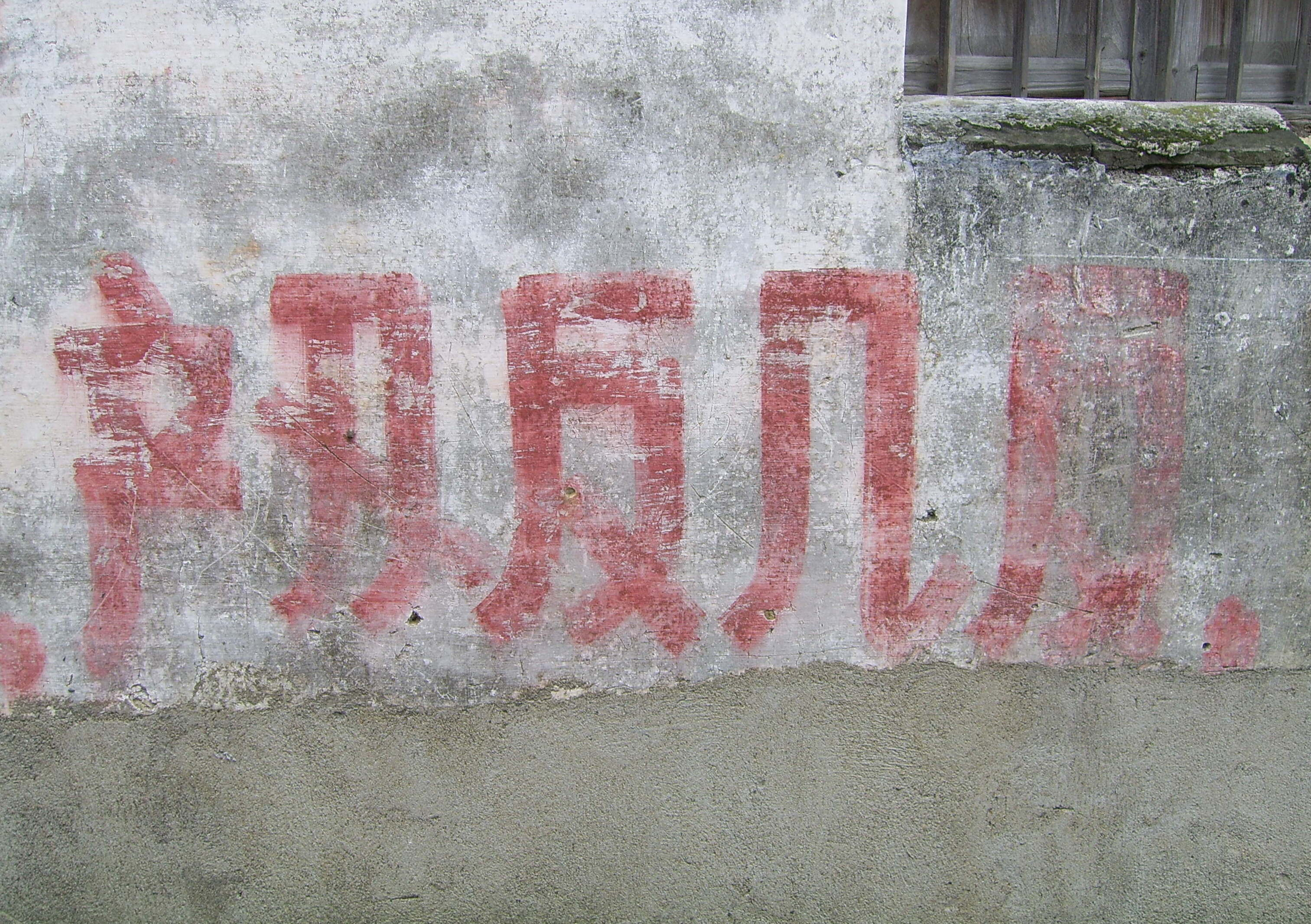
在二简字的加快文字改革思想影響下，錯別字非常嚴重：如图“产刄反几反”（產量翻幾番）中，「量」字寫成「刄」、「翻」与「番」写成「反」。這三字都不是原本的二簡字，皆是錯別字。
揭阳市丁氏光祿公祠墙上最高指示的“畄”字，为“留”的二简字。

## 废除后仍沿用的二简字

### 

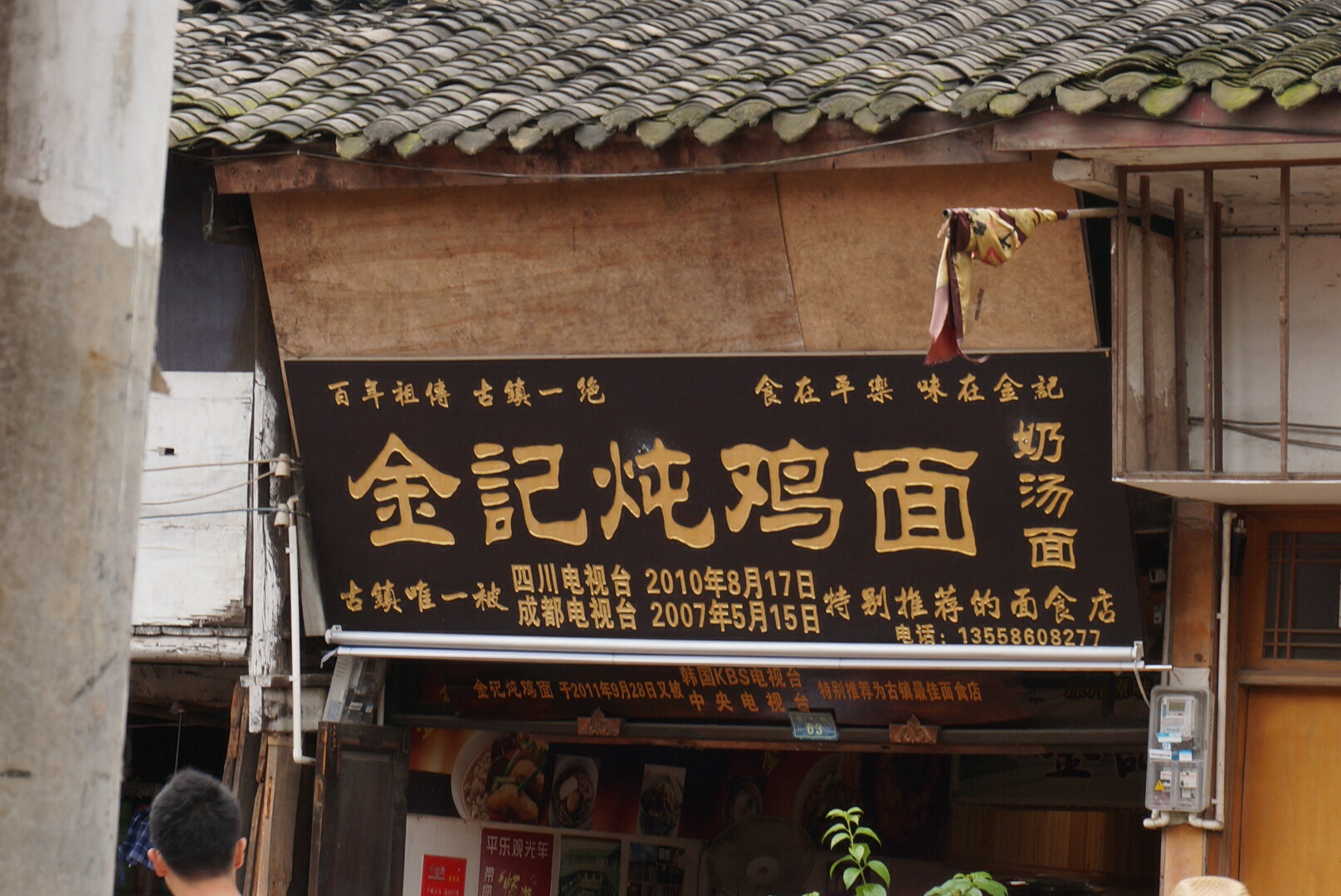
「炖」是「燉」的二簡字，本應連同二簡字被廢除，但是這個「不規範簡化字」其後卻遺留下來，並成了「規範漢字」。

未被《简化字总表》承认的，出现在二简字方案中的“炖”字例外地被收录到1988年《现代汉语通用字表》中，亦收入不少主流辞书中，事实上取得了通用汉字的地位。2013年推出的《通用規範漢字表》中，只收錄「炖」字（〈二級字表〉，編號4005），沒有收錄「燉」字，在附件1〈規範字與繁體字、異體字對照表〉中，也沒有收錄「炖」「燉」這對字，即《通用規範漢字表》沒有交代「炖」「燉」之間的關係。
但是實際上，「炖」「燉」兩字之間關係複雜。根據《漢語大字典》，書中舉例“炖”字出現於清末1909年成書的傅崇榘的《成都通覽·食品類》，但其讀音源頭可以上溯到宋代的《集韻》，注為“杜本切，上混定”。而另一字“燉”，舉的例子是《紅樓夢》，但沒有韻書的讀音，所以，雖然後世以「炖」為「燉」的簡體，但這兩字哪個字先出，哪個字後出，狀況仍是不明。另外，此二字在古代又同時有“火盛貌”和“赤色”二義，讀音也基本相同，此義時，《漢語大字典》中“炖”字舉《方言》一書用例，而「燉」字不見用例，所以，「炖」未必比「燉」晚出。

#### 民間至今習用的二簡字

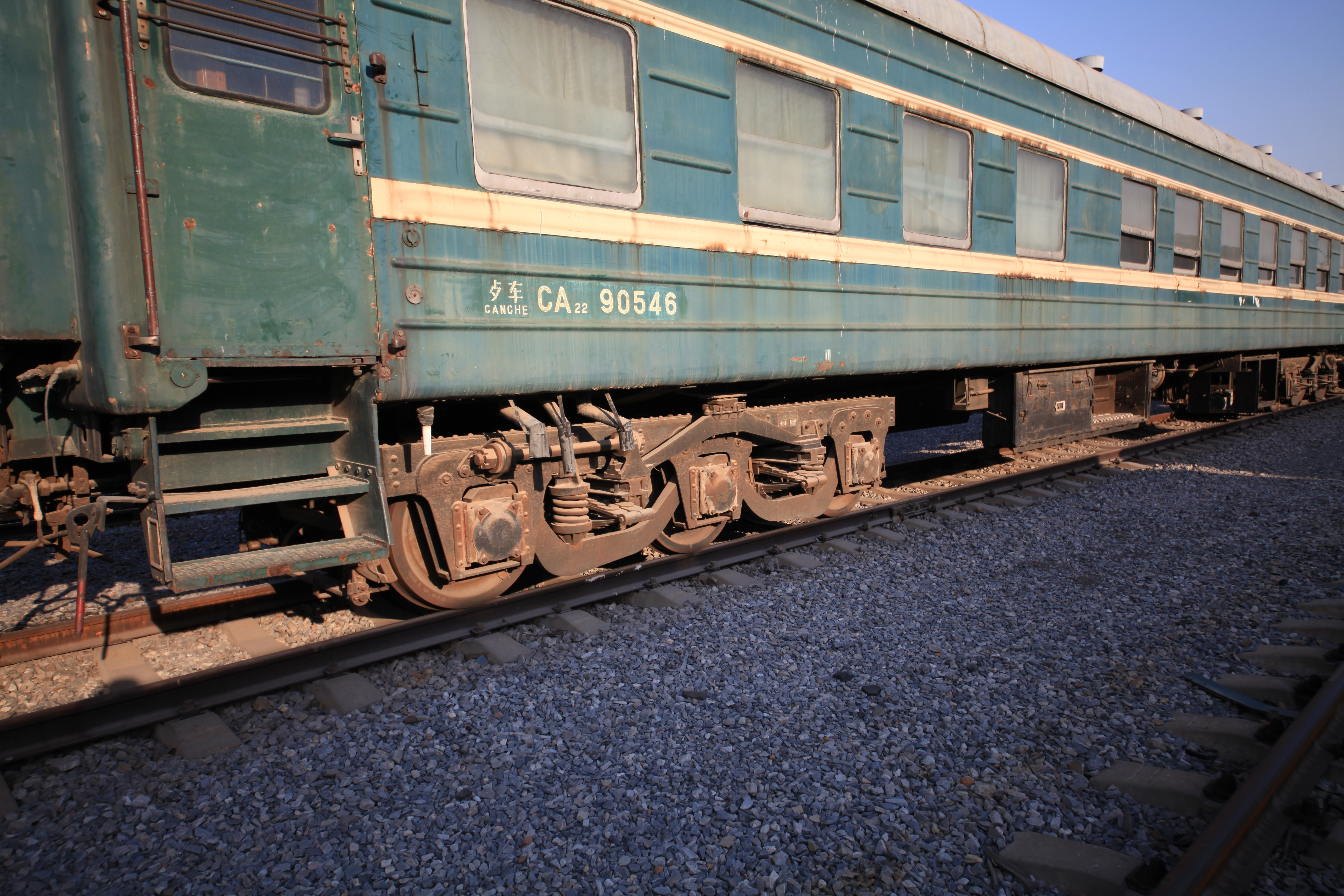
中国铁路22型客车上的「歺车」（餐車）标记

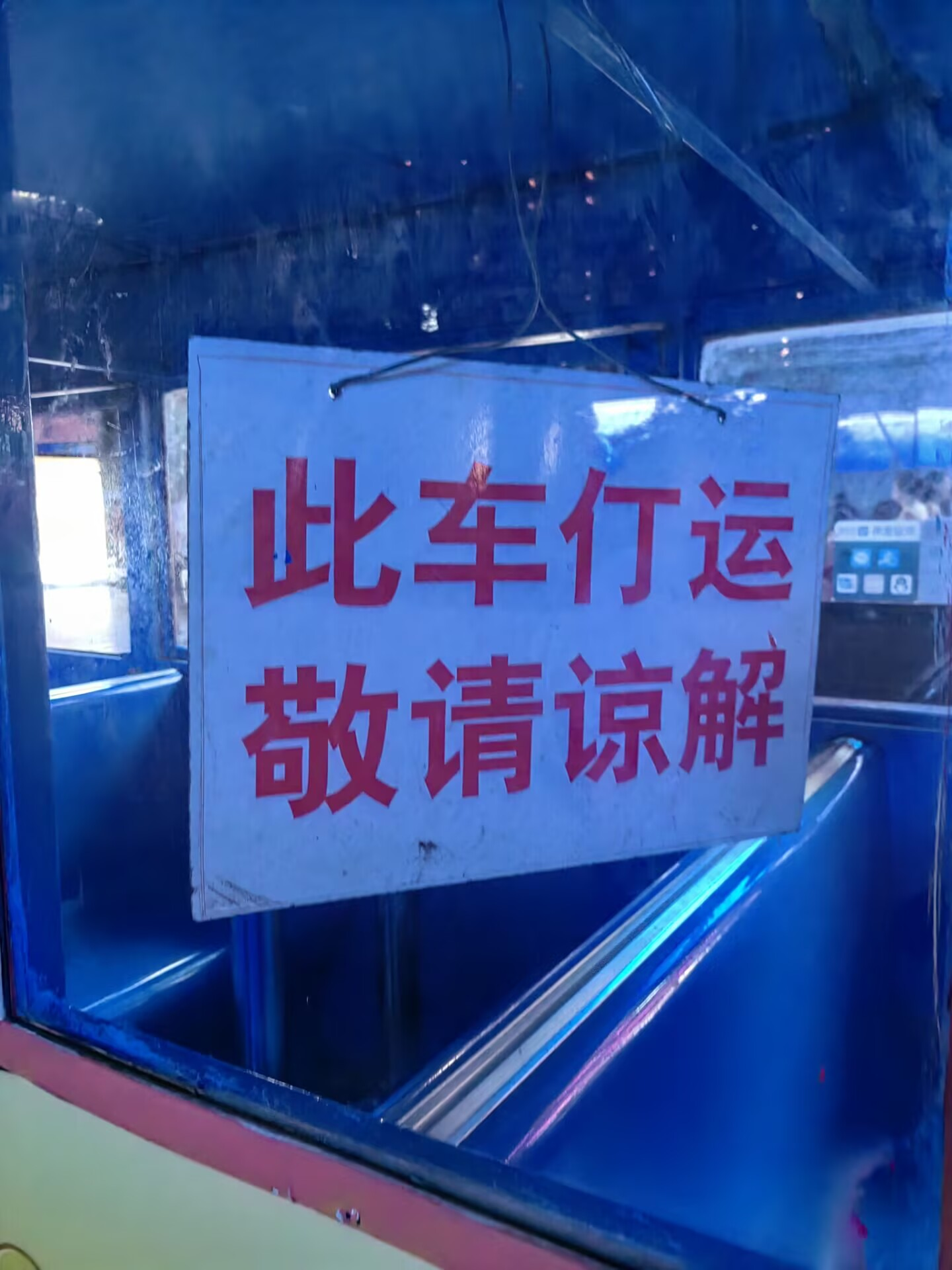
上海南京路步行街上空放的小车挂的牌子，上面有二简字“仃”（停）

個別二簡字雖然在法律上已經廢除，但民間習用已久，絕大多數民眾都認識，最著名的是“餐”的二簡字“歺”，此字至今在手寫上仍然常用。
另外，“橘子”的“橘”字有時會寫作“桔”，此種寫法在清朝已經出現，二简字将“橘”併入“桔”，廢除二簡字後，這種寫法仍然有時會使用。

### 姓氏更動
“萧”寫作“肖”，虽然民间对于“萧”偶爾有这样的简化写法（《新華字典》載明“肖是蕭的俗寫”），但实际历史上蕭與肖乃不同姓氏。然而二简字将“萧”简化成“肖”，連“萧邦”等詞彙都變成了“肖邦”等。
其他的簡化還有姓氏“阎姓”簡化為“闫姓”、“蓝姓”作“姓”、“傅姓”作“付姓”、“戴姓”作“代姓”、“詹姓”作“占姓”等。由於現在改姓是相當麻煩的事件，除需要将一系列个人资料修正，还有以旧名字登记的财产要公证，可谓非常劳民伤财，所以不少人沒有去改回來，最終导致使“阎”與“闫”，“蓝”與“兰”等，同時出現。
虽然二简字很快被叫停，但是这次更改在社会影响很大。此后在大陆的许多文献中两字用作姓氏时几乎不分，例如：中国人民解放军海军大将萧劲光在二简字后被写为肖劲光，现在的很多文章、出版品、电视节目乃至很多人都分不清，甚至于一篇文章中同时出现萧劲光与肖劲光。姓的更改在两岸交流上也带来了不便，比如登机的审核。

## 與日語新字體的相似之處
日語新字體中，有部分漢字字形與二簡字完全一致。
字义也一致的如：
- ——碎（中文）
- ——瓣、辨、辯（中文）
- ——樱（中文）

字义无关，只是字形巧合的如：
- （日文“邊”的略字）—— 辺（二簡字）—— 道（中文）
- （日本和制汉字，解作水滴）—— 雫（二簡字）—— 霞（中文）[c]

### 引用
1. ↑   (PDF). 中華人民共和國國務院公報. 1960年5月16日, (1960年第18號): 357–358  [2015年5月4日]. （原始内容存档 (PDF)于2015年5月8日）.
2. ↑  . 文字改革. 1960年, (11): 4–5.
3. 1 2 3 4 5 6 7 8 9 10 11 12 13 14 15  高更生. . 北京: 商務印書館. 2002年: 184–191.
4. 1 2 3 4 5 6 7  . 腾讯网.   [2012-10-02]. （原始内容存档于2011-12-09） （中文（中国大陆））.
5. ↑  马永春 〈二简字，理想主义的破灭〉，《时代教育（先锋国家历史）》2009年10期 ：119‒124页。
6. 1 2 3  傅永和. . 文字改革. 1982年7月, (復刊第1期): 22–23.
7. 1 2   (PDF). 國務院公報. 1986年, (18): 頁563–565  [2015-06-04]. （原始内容存档 (PDF)于2015-05-07）.
8. ↑  . 网易（来源：环球时报）. 2006-04-14  [2014-09-07]. （原始内容存档于2014-09-07） （中文（中国大陆））.
9. ↑  . 中国吉林网. 2009-08-27  [2012-12-08]. （原始内容存档于2014-09-05）.
10. ↑  「炖」在二簡字第一表中列作「燉」的簡化，曾被廣泛試用。
11. ↑  見“桔”字《漢語大字典》條目。
12. ↑  王寧. . 《中国社会科学》 (北京市: 中国社会科学杂志社). 1997, 1 （中文（简体））.
13. ↑  . 金羊网. 2005-03-10  [2010年5月16日]. （原始内容存档于2009-03-11）.

### 书目
- 《第二次汉字简化方案（草案）》
- 《中国语文的现代化》，周有光 著，上海教育出版社1986年初版
- 第二次汉字简化方案・第一表 （页面存档备份，存于）
- 第二次汉字简化方案・第二表 （页面存档备份，存于）